# Supercoupe du Japon de football 2015
Navigation
Édition précédente Édition suivante
L'édition 2015 de la Supercoupe du Japon est la 22e de la Supercoupe du Japon et se déroule le 28 février 2015 au Stade Nissan à Yokohama au Japon.
Les règles du match sont les suivantes : la durée de la rencontre est de 90 minutes, puis, en cas de match nul, les deux équipes se départageront directement lors d'une séance de tirs au but.
Le match oppose le Gamba Osaka, vainqueur de la J League 2014 et de la Coupe du Japon 2014, face au Urawa Red Diamonds, vice-champion de la J League 2014.

## Feuille de match
| Gamba ·        |                      |       |
| Titulaires :   |                      |       |
|                |                      |       |
| 01             | Masaaki Higashiguchi |       |
| 22             | Oh Jae-suk           |       |
| 05             | Daiki Niwa           |       |
| 08             | Keisuke Iwashita     |       |
| 04             | Hiroki Fujiharu      |       |
| 11             | Shu Kurata           |       |
| 07             | Yasuhito Endo        |       |
| 17             | Tomokazu Myojin      |       |
| 19             | Kotaro Omori         | 90+1e |
| 39             | Takashi Usami        | 78e   |
| 24             | Shingo Akamine       | 63e   |
|                |                      |       |
| Remplaçants :  |                      |       |
| 16             | Ken Tajiri           |       |
| 06             | Kim Jung-Ya          |       |
| 14             | Koki Yonekura        |       |
| 33             | Shohei Ogura         |       |
| 13             | Hiroyuki Abe         | 90+1e |
| 09             | Lins                 | 78e   |
| 29             | Patric               | 63e   |
|                |                      |       |
| Entraîneur :   |                      |       |
| Kenta Hasegawa |                      |       |

| Urawa Red ·      |                    |     |
| Titulaires :     |                    |     |
|                  |                    |     |
| 01               | Shusaku Nishikawa  |     |
| 04               | Daisuke Nasu       | 87e |
| 05               | Tomoaki Makino     |     |
| 46               | Ryota Moriwaki     |     |
| 14               | Tadaaki Hirakawa   |     |
| 08               | Yosuke Kashiwagi   |     |
| 22               | Yuki Abe           |     |
| 24               | Takahiro Sekine    |     |
| 31               | Toshiyuki Takagi   | 56e |
| 07               | Tsukasa Umesaki    | 72e |
| 20               | Tadanari Lee       |     |
|                  |                    |     |
| Remplaçants :    |                    |     |
| 23               | Nao Iwadate        |     |
| 02               | Kenichi Kaga       |     |
| 16               | Takuya Aoki        |     |
| 18               | Shuto Kojima       |     |
| 13               | Keita Suzuki       | 87e |
| 19               | Yuki Muto          | 72e |
| 21               | Zlatan Ljubijankič | 56e |
|                  |                    |     |
| Entraîneur :     |                    |     |
| Mihailo Petrović |                    |     |

| Gamba ·        |                      |       |
| Titulaires :   |                      |       |
|                |                      |       |
| 01             | Masaaki Higashiguchi |       |
| 22             | Oh Jae-suk           |       |
| 05             | Daiki Niwa           |       |
| 08             | Keisuke Iwashita     |       |
| 04             | Hiroki Fujiharu      |       |
| 11             | Shu Kurata           |       |
| 07             | Yasuhito Endo        |       |
| 17             | Tomokazu Myojin      |       |
| 19             | Kotaro Omori         | 90+1e |
| 39             | Takashi Usami        | 78e   |
| 24             | Shingo Akamine       | 63e   |
|                |                      |       |
| Remplaçants :  |                      |       |
| 16             | Ken Tajiri           |       |
| 06             | Kim Jung-Ya          |       |
| 14             | Koki Yonekura        |       |
| 33             | Shohei Ogura         |       |
| 13             | Hiroyuki Abe         | 90+1e |
| 09             | Lins                 | 78e   |
| 29             | Patric               | 63e   |
|                |                      |       |
| Entraîneur :   |                      |       |
| Kenta Hasegawa |                      |       |

| Urawa Red ·      |                    |     |
| Titulaires :     |                    |     |
|                  |                    |     |
| 01               | Shusaku Nishikawa  |     |
| 04               | Daisuke Nasu       | 87e |
| 05               | Tomoaki Makino     |     |
| 46               | Ryota Moriwaki     |     |
| 14               | Tadaaki Hirakawa   |     |
| 08               | Yosuke Kashiwagi   |     |
| 22               | Yuki Abe           |     |
| 24               | Takahiro Sekine    |     |
| 31               | Toshiyuki Takagi   | 56e |
| 07               | Tsukasa Umesaki    | 72e |
| 20               | Tadanari Lee       |     |
|                  |                    |     |
| Remplaçants :    |                    |     |
| 23               | Nao Iwadate        |     |
| 02               | Kenichi Kaga       |     |
| 16               | Takuya Aoki        |     |
| 18               | Shuto Kojima       |     |
| 13               | Keita Suzuki       | 87e |
| 19               | Yuki Muto          | 72e |
| 21               | Zlatan Ljubijankič | 56e |
|                  |                    |     |
| Entraîneur :     |                    |     |
| Mihailo Petrović |                    |     |